# Giovanni Calabrese
Pour les articles homonymes, voir Calabrese (homonymie).
Giovanni Calabrese est un rameur italien né le 30 octobre 1966 à Messine. 

## Biographie
Giovanni Calabrese dispute l'épreuve de skiff aux Jeux olympiques d'été de 1988 à Séoul et de Jeux olympiques d'été de 1996 à Atlanta, se classant respectivement aux dixième et dix-septième places. Il dispute avec Nicola Sartori l'épreuve de deux de couple aux Jeux olympiques d'été de 2000 à Sydney et remporte la médaille de bronze. 
Il est double champion du monde, en 1987 en deux de couple poids légers associé à Enrico Gandola et en 1997 en quatre de couple. Dans cette même catégorie, il est médaillé d'argent en 1989. Il est actuellement entraineur et directeur sportif d'une societe d'aviron ("società canottieri Gavirate") dans le nord de l'italie, en Lombardi, sur le lac de Varese..

## Distinction
: il est fait Chevalier de l'Ordre du Mérite de la République italienne le 27 septembre 2004, à l'initiative du Président de la République.